# NGC 2054
NGC 2054 est un groupe de quatre étoiles située dans la constellation d'Orion.  L'astronome américain George Phillips Bond a enregistré la position de ce groupe d'étoiles le 6 octobre 1850.